# Ematurgina roberi
Ematurgina roberi är en fjärilsart som beskrevs av Adalbert Seitz 1932. Ematurgina roberi ingår i släktet Ematurgina och familjen Riodinidae. Inga underarter finns listade i Catalogue of Life.